# Bitva o Transylvánii
Bitva o Transylvánii byla první operací rumunské armády během první světové války. Začala 27. srpna 1916, kdy Rumunsko napadlo Rakousko-Uhersko s cílem dobýt na něm Sedmihradsko a vyřadit jej z války. Po počátečním úspěchu byla ofenzíva zastavena kvůli napadení Dobrudži Bulharskem a následné úspěšné protiofenzívě Rakousko-Uherska podpořeného Německem.

## Předehra
Obava z ruské agrese proti Bessarábii vedla rumunského krále Karla, aby v roce 1883 tajně podepsal dohodu s Trojspolkem. Když však v roce 1914 vypukla válka, Rumunsko se rozhodlo nepodpořit své spojence a zachovalo neutralitu s tím, že válku zahájilo Rakousko-Uhersko. Rumunsko proto argumentovalo, že není zavázáno se konfliktu zúčastnit. Nakonec se Rumuni povzbuzení postupem Rusů během Brusilovovy ofenzívy ve válce postavili na stranu Dohody, která za to Rumunsku přišlíbila zisk rakousko-uherského Sedmihradska. Tato provincie Habsburské monarchie, ke které byla připojena v 17. století, byla z velké většiny obývána Rumuny. Spojenci podpisem Bukurešťské smlouvy tyto podmínky přijali, a Rumunské království proto 27. srpna 1916 vyhlásilo válku Rakousko-Uhersku.

## Rumunská ofenzíva

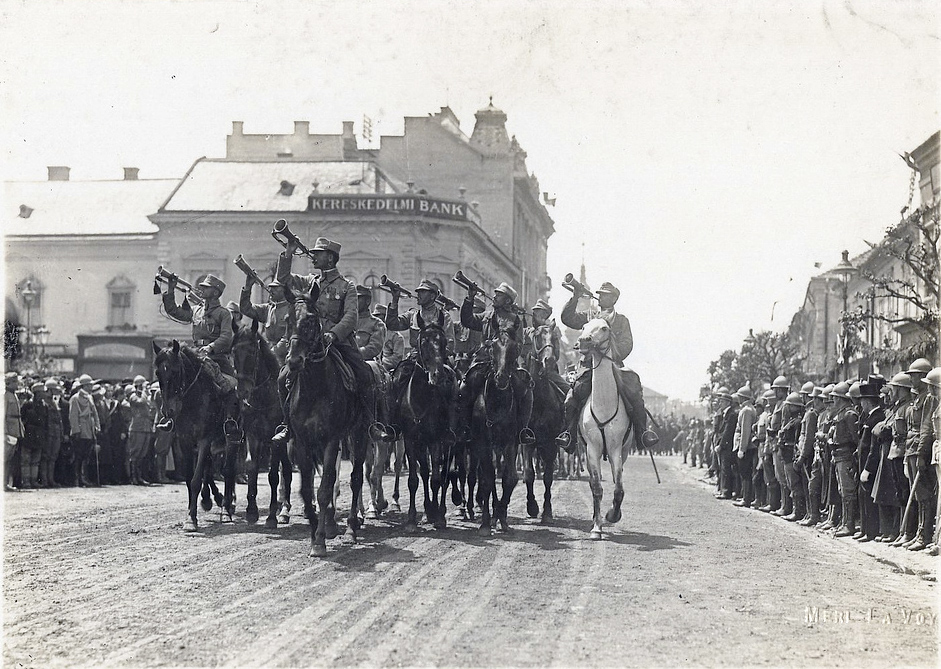
Rumunské jednotky v Sedmihradsku

Rumunská armáda zaútočila proti slabě bráněným karpatským průsmykům ještě 27. srpna. Jelikož se setkala jen s chabým odporem, rychle postupovala na půdu Sedmihradska. Rumunům se podařilo postoupit zhruba 80 km na rakousko-uherské území, přičemž 29. listopadu dobyli Kronstadt, 4. září překročili řeku Olt a v polovině září dosáhli předměstí Hermannstadtu. Do Rumunska rovněž dorazily posily v podobě tří ruských divizí. Mezitím se však ruský postup na západ vyčerpal a válku Rumunsku vyhlásilo také Bulharsko, které zaútočilo z jihu a porazilo Rumuny v bitvě u Turtucaia (dnešní Tutrakan ležící na břehu Dunaje). Část rumunských jednotek se proto musela přesunout na jižní hranici. Mezitím navíc do Sedmihradska dorazily německé a rakousko-uherské posily. Rumuni proto 15. září ukončili ofenzívu v Sedmihradsku a zaujali zde obranná postavení.

## Protiútok Centrálních mocností

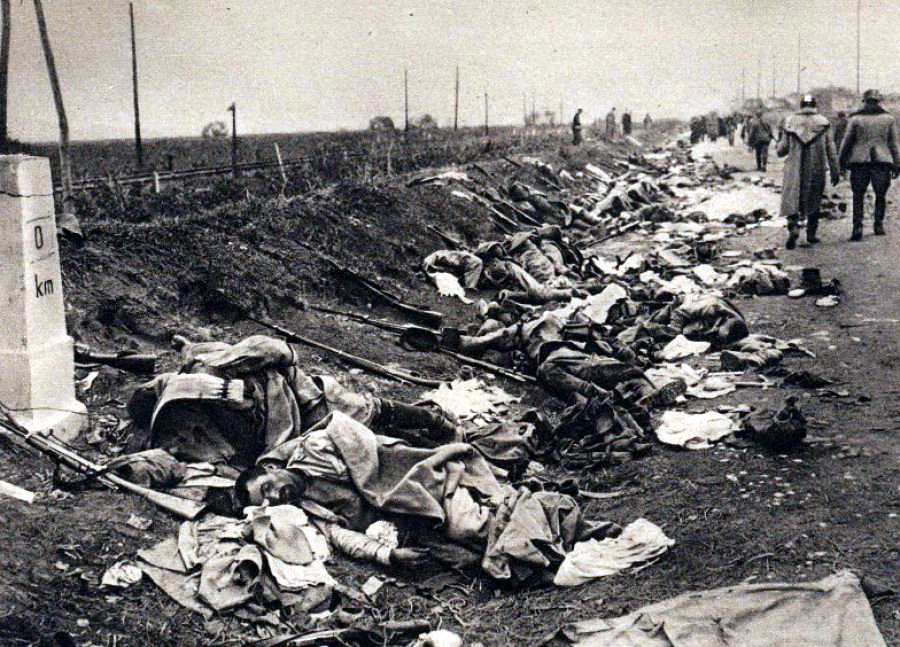
Padlí rumunští vojáci u nádraží na předměstí Brašova

Německá 9. armáda pod velením Ericha von Falkenhayna zaútočila 18. září na rumunskou 1. armádu v okolí Hátszegu a donutila ji stáhnout se. O osm dní později Němci odrazili rumunský útok na Hermannstadt a 7.–9. října byla rumunská 2. armáda poražena u Brašova. Rumunská 4. armáda ustoupila směrem k horám, ačkoliv nebyla pod silným tlakem nepřítele. Do 25. října tak byly rumunské jednotky v Karpatech poraženy a stahovaly se na své předválečné pozice. Německá 9. armáda během několika týdnů podnikla několik dalších výpadů, kdy testovala rumunskou obranu. Jednotky von Falkenhayna zahájily hlavní útok na průsmyk Vâlcan 10. listopadu, načež způsobily Rumunům těžké ztráty. Ústřední mocnosti dobyli 21. listopadu město Craiova a do 26. listopadu byla rumunská obrana proražena. Němečtí a rakousko-uherští vojáci vstoupili do Valašska, načež zahájily postup na rumunské hlavní město Bukurešť.

## Důsledky
Bitva skončila katastrofou pro Rumuny, kteří nedokázali využít své početní převahy a výhodné strategické pozice. Von Falkenhaynovy síly se rozmístily tak, že ohrožovaly Bukurešť ze severu. Ve spojení s z jihu vedenou ofenzívou generála Augusta von Mackensena bylo jihozápadní Rumunsko obklíčeno a rumunská armáda byla donucena ustoupit směrem k Moldávii. Do 6. prosince přišli Rumuni o 250 000 mužů a ztratili dvě třetiny svého území včetně hlavního města.